# Sergestes cornutus
Sergestes cornutus är en kräftdjursart som beskrevs av Henrik Nikolai Krøyer 1855. Sergestes cornutus ingår i släktet Sergestes och familjen Sergestidae. Inga underarter finns listade i Catalogue of Life.